# 솔샘고등학교
솔샘고등학교(솔샘高等學校)는 대한민국 서울특별시 강북구 미아동에 있는 공립 고등학교이다.

## 학교 연혁
- 2009년 3월 1일 : 미양고등학교 초대 김용국 교장 취임
- 2009년 3월 2일 : 제1회 입학식 275명(여학생 113명, 남학생 162명)
- 2010년 9월 6일 : 자율형 공립고 지정
- 2012년 2월 8일 : 제1회 졸업식 264명
- 2020년 3월 1일 : 제4대 김영현 교장 취임
- 2021년 2월 5일 : 인공지능(AI)융합교육과정운영학교 선정(교육부)
- 2023년 2월 2일 : 제12회 졸업식 176명
- 2023년 3월 1일 : 솔샘고등학교로 교명 변경
- 2023년 3월 2일 : 제15회 입학식 205명
- 2024년 1월 5일 : 제13회 졸업식 150명
- 2024년 3월 1일 : 제5대 장윤숙 교장 취임
- 2024년 3월 4일 : 제16회 입학식 198명

## 참고 자료
- 솔샘고등학교 - 한국교육학술정보원 학교알리미